# Arothron manilensis
Arothron manilensis es una especie de peces de la familia Tetraodontidae en el orden de los Tetraodontiformes.

## Morfología
Los machos pueden llegar alcanzar los 31 cm de longitud total.

## Hábitat
Es un pez de mar de clima tropical y asociado a los  arrecifes de coral que vive entre 2-20 m de profundidad.

## Distribución geográfica
Se encuentra desde Borneo, las Filipinas y el noroeste de Australia hasta Samoa, las islas Ryukyu, Nueva Gales del Sur (Australia) y Tonga.